# Bayerxenia janesi
Bayerxenia janesi är en korallart som beskrevs av Philip Alderslade 200. Bayerxenia janesi ingår i släktet Bayerxenia och familjen Xeniidae. Inga underarter finns listade i Catalogue of Life.